# Beşiktaş Stadium
O Beşiktaş Stadium (chamado de Tüpraş Stadyumu por direitos de nome) é um estádio multiuso localizado em Istambul, na Turquia, inaugurado em 2016 com capacidade máxima para 42 590 espectadores. Construído no mesmo local onde existiu o antigo Estádio İnönü de Beşiktaş, demolido em 2013, é a atual casa em que o Beşiktaş, tradicional e um dos maiores clubes do país, manda seus jogos oficiais por competições nacionais e continentais.

## Histórico
O Beşiktaş foi o último dos gigantes do futebol turco a ganhar um novo estádio. Assim como os torcedores do Galatasaray e do Fenerbahçe, seus torcedores desejavam há tempos um estádio que dispusesse de maior capacidade, tendo sido propostos diversos projetos arquitetônicos até que o projeto desenvolvido pela DB Architects fosse aprovado e tivesse suas obras iniciadas em meados de 2013. 
As prinicipais razões para a realização tardia do projeto diziam respeito à localização do antigo Estádio İnönü de Beşiktaş, localizado na região central de Istambul e próximo a áreas de conservação do patrimônio histórico, como o Palácio Dolmabahçe. Por conta disso, os arquitetos precisaram se adaptar às limitações do espaço: a construção não poderia ser muito alta, já que cavar mais fundo par introduzir seus alicerces era impossível devido à presença das águas do Bósforo. Além disso, o antigo estádio já estava cercado de rodovias por todos os lados, o que limitava consideravelmente a possibilidade de uma maior expansão da capacidade do novo estádio.

## Localização e inauguração
O estádio encontra-se no distrito de Beşiktaş, junto à margem europeia do Bósforo, próximo de edifícios históricos de arquitetura otomana, como o Palácio Dolmabahçe. 
Sua inauguração ocorreu oficialmente em 11 de abril de 2016 em cerimônia que contou com a presença do presidente Recep Tayyip Erdoğan e do primeiro-ministro à época Ahmet Davutoğlu. A primeira partida do novo estádio foi disputada entre o Beşiktaş e o Bursaspor, que terminou com a vitória do clube mandante por 3–2, em confronto válido pela Süper Lig de 2015–16.

## Infraestrutura
As arquibancadas do estádio foram divididos em dois setores. O setor inferior é bastante plano (23,4°), enquanto o setor superior é muito inclinado (38,7°). O número de fileiras de assentos varia, sendo maior no piso norte e diminuindo ligeiramente em direção ao piso sul, assim como era no antigo estádio, onde a asa sul disposta em formato semiaberto permitia aos espectadores admirar o Bósforo e a parte asiática de Istambul.
Mesmo com uma capacidade total limitada a menos de 42.000 lugares, a porcentagem de camarotes é bastante alta: aproximadamente 1 em cada 10 assentos são espaços VIPs, sendo quase 1.900 lugares divididos em 147 camarotes espalhados por três arquibancadas com exceção da arquibancada, onde justamente se encontram as torcidas organizadas do Beşiktaş, conhecidas por entoarem cânticos associados ao clube a plenos pulmões durante os jogos.
As robustas arquibancadas são rodeadas por colunas simples e elegantes. Coberta com calcário, a fachada externa combina muito bem com os prédios situados em seus arredores, principalmente pelo fato do portão sul do antigo estádio ter sido totalmente preservado. Assim como o antigo estádio, o novo possui tonalidade clara, sendo também simétrico e elíptico. O fosso que separava o gramado das arquibancadas foi extinto, de modo a aproximar os torcedores dos jogadores e das comissões técnicas dos clubes que disputam partidas no local, estando a 6,15 metros dos bancos de reservas e a 7,95 metros do gramado.

## Partidas Importantes
Foi escolhido pela UEFA para sediar a Supercopa da UEFA de 2019, disputada em 14 de agosto de 2019 entre os clubes ingleses Liverpool, vencedor da Liga dos Campeões da UEFA 2018–19 e Chelsea, vencedor da Liga Europa da UEFA de 2018–19. O jogo terminou em 2–2 no tempo normal com a vitória do Liverpool por 5–4 na disputa por pênaltis, conquistando o título pela quarta vez em sua história. O público da partida foi de 38 434 espectadores.